# 負壓

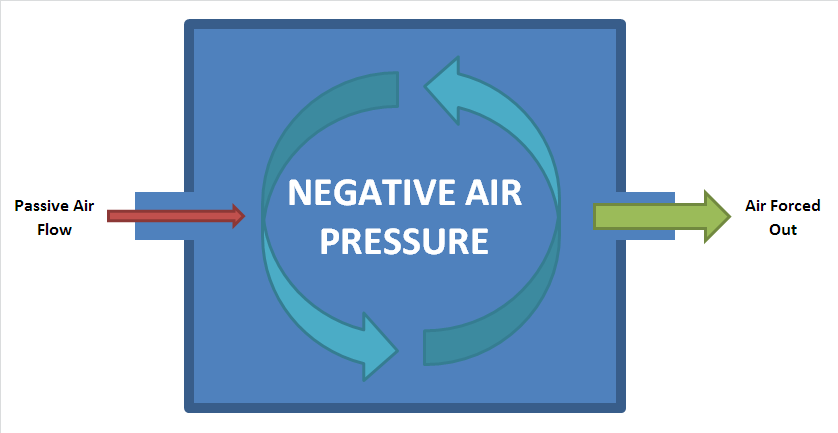
負壓病房內原本空气被排出，从而負壓病房內成為负气压狀態，此時外界空氣進入負壓病房

負壓是医院和医疗中心用来阻止不同病房之间交叉感染的一种隔离技术。負壓需要一種能使病房對外施加的压力低于周围环境對病房的压力的排风装置，帶有負壓效果的病房稱為負壓病房。空气在流入負壓病房後，不会从負壓病房中逸出，因为空气会自然地从压力较高的区域流向压力较低的区域，因此負壓病房能阻止含有病菌的空气从病房中逸出。